# Koszel
Koszel (macedónul: Косел) település Észak-Macedóniában, a Délnyugati körzet Ohridi járásában.

## Népesség
| Lakosok száma | 615  | 657  | 794  | 798  | 834  | 716  | 586  | 566  |
|               | 1948 | 1953 | 1961 | 1971 | 1981 | 1991 | 2002 | 2021 |

2002-ben 586 lakosa volt, akik közül 576 macedón, 6 szerb és 4 egyéb.